# Unterfelden
Unterfelden ist ein Gemeindeteil des Marktes Colmberg im Landkreis Ansbach (Mittelfranken, Bayern). Unterfelden liegt in der Gemarkung Oberfelden.

## Geografie
Das Dorf liegt an der Altmühl. 0,4 km südlich des Ortes steht eine Gemeindeeiche, die als Naturdenkmal ausgezeichnet ist, 0,75 km nördlich liegt das Buchfeld, 1,5 km nordöstlich im Heiligenholz erhebt sich der Eichelberg (514 m ü. NHN). Die Staatsstraße 2245 führt nach Oberhegenau (1,7 km nördlich). Die Staatsstraße 2250 führt nach Colmberg (1,8 km südöstlich) bzw. nach Geslau (5,2 km westlich).

## Geschichte
Der Ort wurde erstmals in einer Wildbannurkunde von Kaiser Otto III. für den Bischof Heinrich von Würzburg, ausgestellt am 1. Mai 1000, als „Ueldun“ genannt und als achtzehnter Grenzpunkt bezeichnet.
Im 16-Punkte-Bericht des brandenburg-ansbachischen Oberamts Colmberg aus dem Jahr 1608 wurden für Unterfelden 9 Mannschaften verzeichnet: 6 Anwesen unterstanden dem Kastenamt Colmberg und 3 Anwesen dem Rittergut Jochsberg. Das Hochgericht übte das Vogtamt Colmberg aus. Im 16-Punkte-Bericht des Oberamts Colmberg aus dem Jahr 1681 wurden für Oberfelden 10 Mannschaften verzeichnet: 7 Anwesen unterstanden dem Kastenamt Colmberg und 3 Anwesen dem Vogtamt Jochsberg.
Gegen Ende des 18. Jahrhunderts gab es in Unterfelden 9 Anwesen. Das Hochgericht und die Dorf- und Gemeindeherrschaft übte das Vogtamt Colmberg aus. Alle Anwesen hatten das Fürstentum Ansbach als Grundherrn (Kastenamt Colmberg: 1 Hof, 1 Halbhof, 1 Gut, 1 Köblergut, 1 Söldengütlein, 1 Häuslein; Vogtamt Jochsberg: 1 Hof, 1 Hof mit Wirtschaft, 1 Köblergut). Neben den Anwesen gab es noch kommunale Gebäude (Hirtenhaus, Brechhaus). Es gab 10 Untertansfamilien.
Von 1797 bis 1808 unterstand der Ort dem Justizamt Leutershausen und Kammeramt Colmberg.
Im Rahmen des Gemeindeedikts wurde Unterfelden dem 1808 gebildeten Steuerdistrikt Colmberg und der 1810 gegründeten Ruralgemeinde Colmberg zugeordnet. Mit dem Zweiten Gemeindeedikt (1818) wurde Unterfelden in die neu gebildete Ruralgemeinde Oberfelden umgemeindet. Am 1. Juli 1972 wurde Unterfelden im Zuge der Gebietsreform in Bayern nach Colmberg eingemeindet.

### Baudenkmäler
- Haus Nr. 2: eingeschossiger Putzbau, Halbwalmdach, 17. Jahrhundert[16]
- Haus Nr. 6: eingeschossiges Fachwerkhaus, 1699.[16]
- Haus Nr. 9: Bauernhof; Wohnstallhaus, eingeschossiger Fachwerkbau mit Halbwalmdach, zweite Hälfte 17. Jahrhundert; Scheune, teilweise verschalter Holzständerbau, mit Fachwerkwänden und Steilsatteldach, Mitte 19. Jahrhundert, unter Verwendung älterer Bestandteile.[16]

### Einwohnerentwicklung
| Jahr      | 001818 | 001840 | 001861 | 001871 | 001885 | 001900 | 001925 | 001950 | 001961 | 001970 | 001987 | 002007 | 002020 |
| Einwohner | 66     | 55     | 55     | 54     | 72     | 56     | 56     | 84     | 65     | 56     | 87     | 46     | 54     |
| Häuser    | 14     | 12     |        |        | 14     | 13     | 15     | 13     | 14     |        | 15     |        |        |
| Quelle    | [ 18 ] | [ 19 ] | [ 20 ] | [ 21 ] | [ 22 ] | [ 23 ] | [ 24 ] | [ 25 ] | [ 26 ] | [ 27 ] | [ 28 ] | [ 29 ] | [ 1 ]  |

## Religion
Der Ort ist seit der Reformation evangelisch-lutherisch geprägt und war ursprünglich nach St. Maria (Auerbach) gepfarrt, seit der ersten Hälfte des 19. Jahrhunderts ist die Pfarrei St. Ursula (Colmberg) zuständig. Die Einwohner römisch-katholischer Konfession sind nach St. Johannis (Rothenburg ob der Tauber) gepfarrt.